# Aristaria mayalis
Aristaria mayalis là một loài bướm đêm trong họ Noctuidae.